# Dalimil Mikyska
Dalimil Mikyska (* 12. srpna 1999) je český hokejový obránce, působící v HC Energie Karlovy Vary. V sezóně 2017/2018 získal extraligový titul s klubem HC Kometa Brno. 